# Svetlana Osipova
Svetlana Osipova (em usbeque: Светлана Осипова; Russo: [svʲɪtˈlanə ɐˈsʲipəvə]; Tashkent, 3 de maio de 2000) é uma taekwondista uzbeque.

## Carreira
Em 2017, Osipova participou dos Jogos Asiáticos Indoor e de Artes Marciais, que foram realizados em Ashgabat, Turcomenistão. Ela ganhou uma medalha de prata na categoria de peso até 73  kg, perdendo na final para uma atleta sul-coreana Myeong Mina. Em 2018, conquistou uma medalha de bronze no torneio internacional French Open, perdendo nas semifinais para a atleta francesa Solène Avoulette. No mesmo ano, ela garantiu uma medalha de bronze na categoria de peso acima de 67 kg nos Jogos Asiáticos de 2018, que aconteceram em Jacarta, Indonésia, perdendo para Kim Bich-Na.
Em 2019, ganhou uma medalha de ouro nos Jogos Militares Mundiais na categoria de peso acima de 78  kg, realizados em Wuhan, China. Em 2021, no Torneio de Licença de Taekwondo para atletas do continente asiático realizado em Amã, na Jordânia, ela conquistou uma vaga para competir nas Olimpíadas. Nos Jogos Olímpicos de 2020 em Tóquio, Japão, competiu na categoria de peso acima de 67 kg. Nas oitavas de final, ela enfrentou a cazaque Zhansel Deniz e perdeu com um placar de 9:10, terminando em 11º lugar.
Em 2022, Osipova conquistou a medalha de ouro na categoria feminina +73 kg no Campeonato Mundial de Taekwondo de 2022, realizado no Centro Aquático CODE Metropolitano, em Guadalajara , México. Em 2023, no Campeonato Mundial de Taekwondo realizado em Baku, na categoria acima de 73 kg, Svetlana conquistou uma medalha de prata. Na partida final, ela foi derrotada por uma atleta turca chamada Nafia Kuş. No mesmo ano, nos Jogos Asiáticos de Verão em Hangzhou, China, em competições de taekwondo na categoria de peso acima de 67 kg, ela conquistou uma medalha de bronze. Nos Jogos Olímpicos de Verão de 2024, em Paris, conquistou a medalha de prata na categoria mais de 67 kg.